# Comuna Šempeter-Vrtojba
Šempeter-Vrtojba (Občina Šempeter-Vrtojba) este o comună din Slovenia, cu o populație de 6.292 de locuitori (2021).

## Localități
Šempeter pri Gorici, Vrtojba